# Xerochrysum
Genre
Classification phylogénétique
Xerochrysum est un genre de plantes à fleurs de la famille des Asteraceae. Il est endémique en Australie.

## Espèces
- Xerochrysum bracteatum
- Xerochrysum bicolor
- Xerochrysum collierianum A.M.Buchanan & Schah.
- Xerochrysum papillosum (Labill.) R.J.Bayer
- Xerochrysum subundulatum
- Xerochrysum leucopsideum
- Xerochrysum palustre
- Xerochrysum viscosum (DC.) R.J.Bayer

## Liste d'espèces
Selon NCBI (8 janvier 2017) :
- Xerochrysum bracteatum
- Xerochrysum viscosum

Selon ITIS (8 janvier 2017) :
- Xerochrysum bracteatum (Vent.) Tzvelev